# Pere de San Superano
Pere de San Superano (? - 1402) fou un dels capitans de la companyia navarresa que va operar a la Morea des del 1379 i que fou príncep d'Acaia, estat del qual fou governant des del 1386 fins a la seva mort.

## Els noms que en va fer servir
Pere de San Superano apareix en la documentació de l'època amb diverses formes del seu nom, cosa que fa difícil saber quin era l'original. Això ha fet que en la bibliografia sobre ell no existeixi un acord en la forma d'anomenar-lo.
En una carta datada el 17 e juliol del 1385, va signar amb el nom «Petro de Sancto Superano, capitano Pricipatus de la Morerya»; la carta pertany al període en què ell era el capità militar del Principat d'Acaia, mentre que Mahiot de Coquerel era el batlle del principat.
El 12 de setembre del 1382, l'autor d'una altra carta, es refereix a ell com «lo bort den Sen Subra», que s'ha interpretat com: Bort de Sant Cebrià (també conegut com a Pere de San Superano).Autors posteriors han interpretat que la paraula Bort vol dir de Bordeus.
En una carta del 17 d'abril del 1387, se l'esmenta com «Petro de Sent Siura capetano e vicario generali principatus de Acaya».
En un llibre escrit el 1947, l'autor comenta una carta adreçada a Agnès Acciajuoli escrita pel germà d'aquesta, Donat, en la qual es refereix a Pedro com «Pierre Bordeaux de Saint Superan, el també anomenat Bort de Sant Cebrià».
En un llibre del 1907, es fa servir la forma francesa del nom i es diu que Pierre de San Superan i el capità Varvassa són esmentats per primera vegada en un text del 1380; també es diu que San Superan va rebre la ciutadania de Bordeus del Príncep Negre.
En un altre text està present com a «Pierre Bordeaux de Saint Superan, Signore de Landirans». Saint Superan es refereix a un castell, que possiblement estava en la rodalia de Landiràs, a unes 19 milles (~30 km) cap al sud-est de la ciutat de Bordeus. A prop de Landiràs hi ha un castell (Château de Landiras) que es va construir el 1306 i podria ser el seu.
En una publicació del 1913 se l'esmenta com «el de Saint Superan-Landiras».
En una altra referència del 1382, és esmentat com «Pierre Lebourd de Saint-Supéran», juntament al seu company, Bérard de Varvassa, mentre que en la resta del text el seu nom té simplement la forma «Pierre Lebourd» o la llatinitzada «Petrus Lebord de Sancto Superano».
En un llibre del 1994 apareix com «Pedro Bordo de San Superano», i en un altre del 1885 «Pedro Bordo de St. Exupery» amb l'aclariment «o el bastard de San Superano».
Encara hi ha una forma més, en un document del 1883, se l'anomena «Pierre de Saint Exupéry, anomenat en llatí i en textos italians Petrus de Sancto Superano, Petro de San Superano, i també Bordo o Bordeus pel seu lloc de naixement».

## Capità dels navarresos
La primera dada que es té d'ell correspon al moment posterior a la conquesta de Durazzo, probablement el 1378, quan se'n va encarregar de reagrupar el romanent de la companyia navarresa i traslladar la tropa a Morea. Se l'esmenta juntament amb altres dos capitans: Mahiot de Coquerel i Berard de Varvassa. El 1381, Mahiot va ser nomenat batlle d'Acaia per l'emperador llatí Jaume dels Baus, mentre que Pere i Berard van quedar com a capitans imperials. Després de la mort de Jaume (1383), el seu successor, Carles III de Nàpols i el seu fill Ladislau van perdre el control del Principat d'Acaia i la companyia navarresa va assumir el poder. La companyia va arbitrar entre els pretendents al títol de príncep d'Acaia i la República de Venècia. Mahiot va morir el 1386 i Pere el va succeir de facto com a comandant de la companyia i governant d'Acaia. El 26 de juliol del 1387, Pere, amb el suport de les autoritats eclesiàstiques i les seglars va signar un tractar amb els venecians en el qual se li permetia comerciar en el port de Navarino.

## Vicari general d'Acaia
El 6 de setembre d'aquell mateix any, el papa Urbà VI va declarar que, tenint en compte que els successors de Jaume dels Baus havien passat els seus drets a la Santa Seu, el Principat d'Acaia li pertanyia i havia decidit posar el govern d'aquest estat en mans de Pau Foscari, l'arquebisbe de Patres, el qual va nomenar Pere vicari general. Pere va estar constantment en guerra amb el Despotat de Morea, una regió veïna que pertanyia a l'Imperi Romà d'Orient, i contra els quals Pedro no va dubtar en llogar pirates otomans. També va estar en guerra amb el Ducat d'Atenes, governat per Neri I Acciaioli. Aquest darrer va ser capturat a prop de Vostitsa el 10 de setembre del 1389 mentre provava d'entrar en negociacions amb Pere respecte a Argos i Nàuplia. Va haver de comprar la seva llibertat fent concessions als aliats dels navarresos, els venecians. A finals del 1394 o començaments del 1395, el general turc Evrenos Beg va envair el Despotat de Morea i tot seguit les forces de Pere van atacar Leontari. Turcs i navarresos van assetjar Akova el 28 de febrer. Quan Evrenos va marxar cap a Tessàlia, Pere i el seu cunyat Anrònic Asen Zaccaria foren derrotats pels bizantins del despotat, que els van prendre captius. Al desembre els venecians en van pagar un rescat de 50.000 perpres.
A començaments de l'any següent, Pere va acordar amb Ladislau la compra del títol de príncep d'Acaia per 3.000 ducats i en fou investit com a tal però mai va acabar de fer els pagaments. Aquell any Pere va cooperar amb la República de Venècia en refer la muralla de Corint (l'Hexamilion) i van resoldre les disputes sobre les fronteres d'uns i altres respecte a Modona i Coró. Després de la batalla de Nicòpolis (1396), el soldà otomà Baiazet I va centrar la seva atenció a reduir els estats cristians de Grècia. Això va fer que Pere i Teodor I Paleòleg, el dèspota de Morea, fessin aliança. Els hospitalers van fer pinya amb la causa, però ell senat de Venècia es van negar a donar suport als romans d'Orient. El 1399, Pedro va defensar una invasió de l'exèrcit turc i el papa Bonifaci IX li va donar com a gratificació els títols de vicari papal i gonfalonier d'Acaia (15 de febrer del 1400). L'aliança cristiana no va durar gaire i Pere va atacar les possessions venecianes de Modona i Coró el 1401. Pere va morir l'any següent i va deixar el principat al seu fill, encara nen, sota regència de la seva esposa, Maria II Zaccaria. Maria va donar la regència al seu nebot Centurió II, el qual va aportar el diner que restava pagar a Ladislau pel títol de príncep.